# Lima, Malung-Sälens kommun

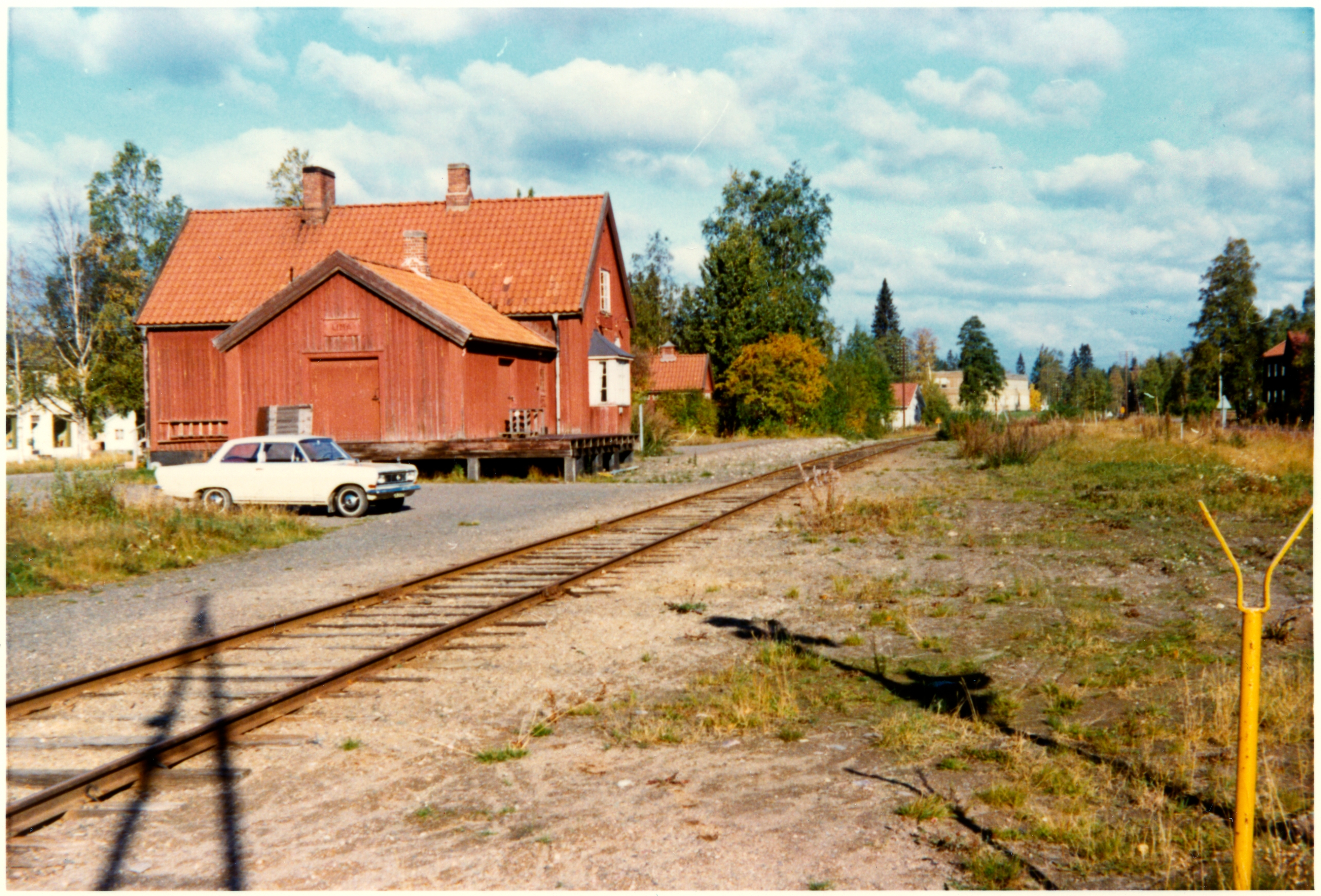
Lima station på den nu nedlagda Limedsforsen–Särna Järnväg. Fotot taget cirka 1967.

Lima är en tätort i Malung-Sälens kommun och kyrkbyn i Lima socken. Riksväg 66 går genom orten. 

## Administrativ historik
Före 2015 utgjorde bebyggelsen i ett långsträckt stråk öster om Västerdalälven en gemensam tätort. 2015 justerade SCB definitionen för tätorter något, varvid man fann att avstånden mellan de olika husområdena var för stort för att området skall kunna utgöra en gemensam tätort och delarna har för få boende för att i sig kunna utgöra tätorter. De norra delarna avgränsades till två småorter namnsatta till Torgås och Sörnäs. Den södra delen avgränsades också till en småort, benämnd Lima. Den södra delen, Lima, hade 2018 befolkningsmässigt växt och blev då klassad som en tätort.

## Befolkningsutveckling
| Befolkningsutvecklingen i Lima 1960–2020                                                    | Befolkningsutvecklingen i Lima 1960–2020 | Befolkningsutvecklingen i Lima 1960–2020 | Befolkningsutvecklingen i Lima 1960–2020 | Befolkningsutvecklingen i Lima 1960–2020 |
| ------------------------------------------------------------------------------------------- | ---------------------------------------- | ---------------------------------------- | ---------------------------------------- | ---------------------------------------- |
|                                                                                             |                                          |                                          |                                          |                                          |
| År                                                                                          |                                          |                                          | Folkmängd                                | Areal (ha)                               |
| 1960                                                                                        | 1960                                     |                                          | 325                                      |                                          |
| 1965                                                                                        | 1965                                     |                                          | 488                                      |                                          |
| 1970                                                                                        | 1970                                     |                                          | 492                                      |                                          |
| 1975                                                                                        | 1975                                     |                                          | 485                                      |                                          |
| 1980                                                                                        | 1980                                     |                                          | 540                                      |                                          |
| 1990                                                                                        | 1990                                     |                                          | 426                                      | 210                                      |
| 1995                                                                                        | 1995                                     |                                          | 430                                      | 213                                      |
| 2000                                                                                        | 2000                                     |                                          | 402                                      | 213                                      |
| 2005                                                                                        | 2005                                     |                                          | 418                                      | 214                                      |
| 2010                                                                                        | 2010                                     |                                          | 398                                      | 216                                      |
| 2015                                                                                        | 2015                                     |                                          | 199                                      | 70#                                      |
| 2020                                                                                        | 2020                                     |                                          | 215                                      | 71                                       |
| Anm.: Tätorten delades 2015 upp i tre småorter, denna samt Torgås och Sörnäs. # Som småort. |                                          |                                          |                                          |                                          |

## Samhället
Här finns en högstadieskola Ungärde Skola och Lima kyrka. Byn ligger lantligt omgiven av skog, i närheten av Limedsforsen. Traditionellt har invånarna i stor utsträckning varit skogsbrukare, idag är en av de större arbetsgivarna en husfabrik, en tvätt, samt egenföretagande inom byggsektorn.
Den år 1904 öppnade Dalarnes bank hade kontor i Lima från dess start. Denna bank uppgick 1908 i Bankaktiebolaget Stockholm-Öfre Norrland som i sin tur senare uppgick i Svenska Handelsbanken. Handelsbanken har alltjämt kontor i Lima.
Vid Hässjön ligger Sjöändan där det finns ett fäbodställe.

## Idrott
Här finns en skidskytteförening, idrottsförening, jaktskytteklubb samt motorklubb som arrangerar en av Sveriges största rallytävlingar bland annat.
Snöskotercrossföraren Adam Renheim kommer från Lima.